# Mandiraja (onderdistrict)
Mandiraja is een subdistrict van het district Banjarnegara in de Indonesische provincie Midden-Java.
Lijst van zestien dorpen in subdistrict Mandiraja:
- Mandirajawetan
- Mandirajakulon
- Banjengan
- Kebakalan
- Kertayasa
- Panggisari
- Blimbing
- Candiwulan
- Simbang
- Purwasaba
- Glempang
- Kebanaran
- Salamerta
- Kaliwungu
- Somawangi
- Jalatunda